# Kočkodan Hamlynův
Kočkodan Hamlynův (Cercopithecus hamlyni, anglicky Hamlyn’s Monkey) je primát rozšířený v Demokratické Republice Kongo, Rwandě a na jihozápadě Ugandy. Žije v hustých bambusových a deštných pralesích od kopcovitých až po vysokohorské terény v pohoří Virunga v nadmořské výšce 900 až 4600 m.

## Popis
Obličej a přední strana je černá, hřbetní část pak olivově šedá. Přes obličej od čela po horní pysk se táhne charakteristický bílý proužek, který dává kočkodanu Hamlynovu jakési soví vzezření. Nad obočím je vidět vodorovně orientovaný pruh hnědozeleně zbarvené srsti. Ve spojení oba proužky vytvářejí písmeno „T“. Zbarvení dospělých jedinců vytváří dokonalé maskování před dravci. Srst mají dlouhou a hustou. Oblast genitálií je holá, světle modře zbarvená. Jasnější probarvení reprodukčních orgánů nastává v období pohlavní dospělosti.
Jedinečně uzpůsobené končetiny s dlouhými články prstů umožňují silné uchopení, jež je pro ně důležité zejména při pohybu v mokrém bambusu. Zadní končetiny mají oproti jiným kočkodanům kratší, proto nejsou dobrými skokany. Pohlavní dimorfismus je především ve velikosti. Samci v dospělosti dosahují délky těla 50 až 70 cm a hmotnosti 7 až 10 kg, zatímco samice dorůstají jen do 40 až 60 cm a mají hmotnost jen 4 až 6 kg.

## Stravování
Kočkodan Hamlynův žije ve spodních patrech pralesa a pojídá plody, semena, listy a výjimečně i živočichy. Preferuje růstové vrcholy bambusů, ale i jiných stromů. Vyhledává různé byliny, obzvláště divoké miříkovité rostliny. Plody pojídá sezónně. Tento druh má lícní vaky, ve kterých shromažďuje potravu při pastvě.

## Život v tlupě
Jako jediný z kočkodanů je tento druh aktivní i v noci. Žijí ve skupinách čítajících okolo deseti jedinců. Jsou vedeny dominantním samcem. Rozsah jejich domácí lokality bývá poměrně malý, což je dáno hojností potravy a nízkým počtem jedinců ve skupinách. Své teritorium si jednotlivé tlupy značkují pachovými žlázami na hrudi. Přebývají převážně na stromech, ale slézají i na zem, kde se pohybují po čtyřech končetinách.
Komunikace mezi jedinci je hlasová, vizuální, čichová (žlázové výměšky) a doteková. Například výhrůžný stav dávají najevo strnulým a upřeným pohledem na objekt, přitom zvedají obočí a kůži na obličeji napínají pohybem uší vzad. To vše bývá přibarveno otevíráním úst, někdy i ceněním zubů a pohybem rtů. Přibarvení vrčením závisí na rozčílení a důrazu, jež chce jedinec do posunků vložit.

## Rozmnožování
Se samicemi se páří jen dominantní samec. Délka březosti je 5 až 6 měsíců. Samice rodí jedno, zcela výjimečně i dvě mláďata od května do října. Do další březosti se pak může dostat až po dvou letech od porodu.
Novorozená mláďata jsou světle žlutohnědá, v průběhu dospívání postupně šednou, okolo jejich růžových tváří se začne vytvářet černé okruží a následně se přebarvuje celá obličejová část.
Protože se nepředpokládá rozšíření tohoto druhu do jiných oblastí, jsou tito kočkodani závislí na situaci v regionu jejich výskytu. Těžba dřeva a válka se na jejich počtech dosti negativně podepisuje. Bývají loveni lidmi a leopardy. Zranitelnost spočívá i ve velice nízkém populačním přírůstku. Možnost vyhynutí nesnižují ani pokusy umělého odchovu v zajetí, které jen vzácně končily zdárně.

## Poddruhy
Druh kočkodan Hamlynům se dělí na dva poddruhy:
- Cercopithecus hamlyni hamlyni Pocock, 1907 – žijící na východ od jezera Kivu a sopek Nyiragongo a Nyamuragira,
- Cercopithecus hamlyni kahuziensis Colyn et Rahm, 1987 – žijící na západ od jezera Kivu a sopek Nyiragongo a Nyamuragira.